# Floyd Simmons
Floyd Macon Simmons (Charlotte, 10 aprile 1923 – 1º aprile 2008) è stato un multiplista e attore statunitense.
Dalla metà degli anni '50 Simmons ebbe un contratto come attore presso la casa di produzione cinematografica Universal, e prese parte a diversi film e serie televisive, fino al 1963. Ritiratosi nella sua città natale, successivamente Simmons si occupò di fotografia.

## Palmarès

### Olimpiadi
- Bronzo a Londra 1948 nel decathlon.
- Bronzo a Helsinki 1952 nel decathlon.

## Filmografia

### Cinema
- Il prezzo della paura (The Price of Fear), regia di Abner Biberman (1956)
- Caccia ai falsari (Outside the Law), regia di Jack Arnold (1956)
- Congiura al castello (Francis in the Haunted House), regia di Charles Lamont (1956)
- La grande prigione (Behind the High Wall), regia di Abner Biberman (1956)
- Scialuppe a mare (Away All Boats), regia di Joseph Pevney (1956)
- I pilastri del cielo (Pillars of the Sky), regia di George Marshall (1956)
- Come le foglie al vento (Written on the Wind), regia di Douglas Sirk (1956)
- Gli indiavolati (Rock, Pretty Baby!), regia di Richard N. Bartlett (1956)
- Il vestito strappato (The Tattered Dress), regia di Jack Arnold  (1957)
- La mantide omicida (The Deadly Mantis), regia di Nathan H. Juran (1957)
- South Pacific, regia di Joshua Logan (1958)
- Il dominatore di Chicago (Party Girl), regia di Nicholas Ray (1958)
- L'esperimento del dottor Zagros (Twice-Told Tales), regia di Sidney Salkow (1963)

### Televisione
- Studio 57 – serie TV, episodio 3x20 (1957)
- Conflict – serie TV, episodio 1x19 (1957)
- The Gale Storm Show: Oh! Susanna – serie TV, un episodio (1957)
- Men of Annapolis – serie TV, episodio 1x13 (1957)
- The Restless Gun – serie TV, episodio 2x30 (1959)
- The Lineup – serie TV, un episodio (1959)
- Margie – serie TV, un episodio (1962)